# Carolina Dementiev
Carolina Dementiev Justavino (San Pietroburgo, 1º febbraio 1989) è una modella panamense, incoronata Realmente Bella Señorita Panamá - Mundo 2008. Ha inoltre rappresentato lo stato di Panama a Miss Universo 2008, tenuto presso il Diamond Bay Resort di Nha Trang, in Vietnam.
Il suo inizio nel mondo della moda è avvenuto grazie ad un contratto con il concorso "Chica Modelo" del 2004, dove la Dementiev vinse il titolo ad appena diciassette anni. La vittoria le ha dato la possibilità di lavorare con Physical Modelos, la sua agenzia di moda.
Nel 2008 ha partecipato al concorso Realmente Bella Señorita Panamá, dove ha vinto il titolo di Miss Panama Universo, che le ha dato la possibilità di partecipare a Miss Universo 2008.